# 사운드 블라스터 AWE32

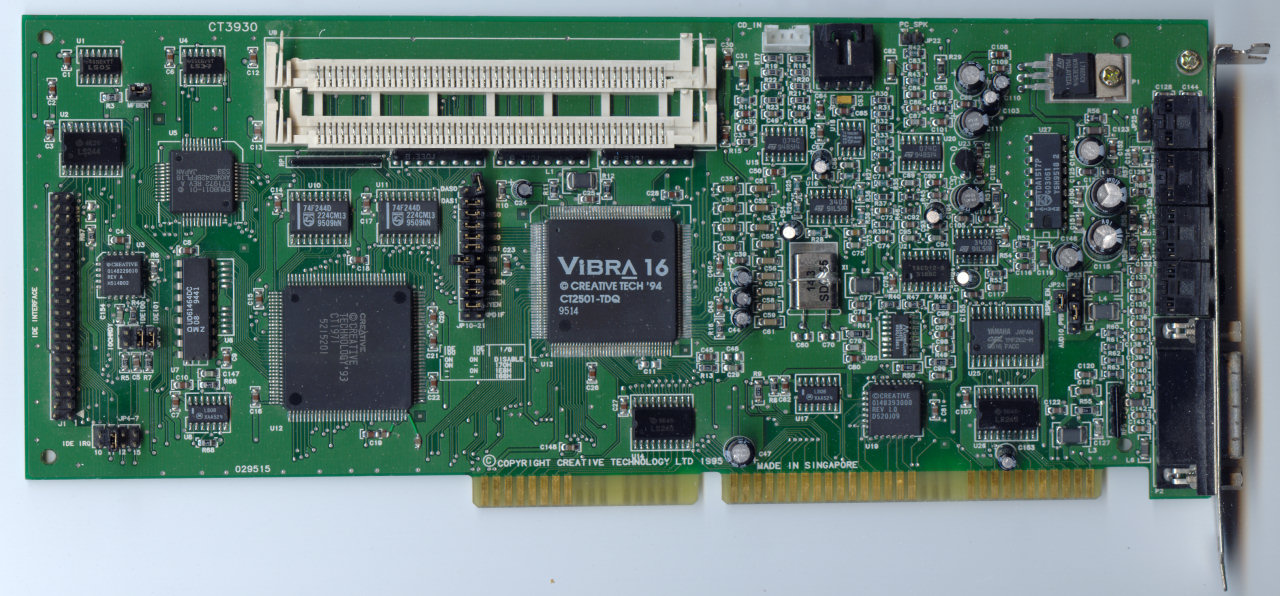

사운드 블라스터 AWE32는 크리에이티브 테크놀로지가 개발한 ISA 사운드 카드이다. PC의 확장 카드이다. 1994년 3월에 첫 선을 보인 AWE32는 14인치(356 밀리미터)나 긴 ISA 카드였다. 수많은 기능이 포함되어 있기 때문에 크기가 커질 수밖에 없었다. 이 시기에 모든 기능을 더 조그마한 수많은 칩에 통합하는 제조 기술이 없었다. AWE는 Advanced Wave Effect의 줄임말이다.

## 사운드 블라스터 32
1995년 6월 6일에 공개된 크리에이티브의 value 기반 카드이다. AWE32 Value 하에서 설계되었다.

## 사운드 블라스터 AWE32 Value
이 버전은 value 기반의 다른 종류이다. SIMM 슬롯이 제거되었지만 512킬로바이트의 온보드 램과 ASP 칩 소켓을 갖추었다.

## 사운드 블라스터 AWE32 OEM
CT4330 모델로, 일부 기능이 제거되었다. 512kB RAM이 장착된 사운드 블라스터 32인 AWE64 Dell AWE32 등의 이름을 사용하였다.

## 같이 보기
- 사운드 블라스터